# Агармишський карстовий район
Агармишський карстовий район (I-А-16) — частина Гірсько-Кримської карстової області (I-А), що включає в себе масив Агармиш і його околиці.

## Опис Агармишського карстового району
Агармишський карстовий район просторово збігається з однойменним карстовим масивом верхнеюрских вапняків. У зв'язку з цим його межі досить чітко простежуються в рельєфі, що не потребують більш детальному описі. В межах району розташовано ряд карстових порожнин глибиною до 40 м. Є карстові воронки, рови, карри.

## Печери Агармишського карстового району
В даний час (2013 рік) в складі кадастру Агармишського карстового району знаходиться 18 печер:
| Назва 1            | Назва 2            | Кадастровій № | Адміністративна одиниця | Карстовій район    | Протяжність (м) | Глибина (м) | Дата оновлення |
| ------------------ | ------------------ | ------------- | ----------------------- | ------------------ | --------------- | ----------- | -------------- |
| Ломоносівська      |                    | 952-3         | АР Крим                 | I-А-16 Агармышский | 286.0           | 121.0       | 2011-02-04     |
| Лисячий хвіст      |                    | 953-1         | АР Крим                 | I-А-16 Агармышский | 80.0            | 13.4        | 2012-03-19     |
| Бездонна           | Бездонний колодязь | 953-2         | АР Крим                 | I-А-16 Агармышский | 80.0            | 47.7        | 2012-03-19     |
| Смішна             |                    | 952-5         | АР Крим                 | I-А-16 Агармышский | 43.0            | 8.7         | 2012-03-19     |
| Розбійницька       |                    | 952-1         | АР Крим                 | I-А-16 Агармышский | 22.0            | 7.8         | 2012-03-19     |
| Льох               |                    | 895-1         | АР Крим                 | I-А-16 Агармышский | 20.0            | 0.0         | 2013-01-21     |
| Cueva Obstinado    |                    | 952-12        | АР Крим                 | I-А-16 Агармышский | 19.3            | 6.5         | 2013-01-29     |
| Труба              |                    | 952-6         | АР Крим                 | I-А-16 Агармышский | 19.0            | 11.0        | 2012-06-18     |
| Ведмеже вухо       |                    | 953-3         | АР Крим                 | I-А-16 Агармышский | 17.0            | 5.3         | 2012-03-19     |
| Борю-Тешик         |                    | 952-4         | АР Крим                 | I-А-16 Агармышский | 16.0            | 1.0         | 2012-03-19     |
| Безіменна          |                    | 952-2         | АР Крим                 | I-А-16 Агармышский | 15.0            | 3.5         | 2012-03-19     |
| ПІст2              |                    | 952-10        | АР Крим                 | I-А-16 Агармышский | 14.6            | 1.9         | 2013-01-29     |
| П07                |                    | 952-7         | АР Крим                 | I-А-16 Агармышский | 14.0            | 2.0         | 2012-04-26     |
| Грозова            | П07                | 952-8         | АР Крим                 | I-А-16 Агармышский | 14.0            | 0.0         | 2013-01-28     |
| Кам'яний мішок     |                    | 953-5         | АР Крим                 | I-А-16 Агармышский | 14.0            | 7.2         | 2013-01-28     |
| Без назви          |                    | 953-4         | АР Крим                 | I-А-16 Агармышский | 9.0             | 0.0         | 2013-01-28     |
| Понор св. Катерини | Св. Катерини       | 952-9         | АР Крим                 | I-А-16 Агармышский | 7.1             | 2.0         | 2013-01-28     |
| П11                |                    | 952-11        | АР Крим                 | I-А-16 Агармышский | 5.0             | 0.8         | 2013-01-29     |

До кадастру не ввійшло ще сім печер:
- Печера «Глибока» — найбільша.
- Печера «Драконова нора».
- Печера «Заяча нора» довжина 5 метрів, глибина 1 метр.
- Печера «Комарина» довжина 10 метрів.
- Печера «Маска» довжина від входу близько 10 метрів, глибина — 2 метри.
- Печера «Павукова».
- Печера «Стогнуча» глибина 42 метри.

На Великому Агармише відомо ряд карстових воронок, що закінчуються понорами. Окремі воронки мають діаметр в кілька десятків метрів. На лівому схилі Вовчого яру відома досить велика ніша, в якій можуть сховатися від негоди до 15 осіб.